# Вальцов, Дмитрий Павлович
Дмитрий Павлович Вальцов (29 октября (10 ноября) 1850, Каширский уезд Тульской губернии — после 1918 (?), Франция (?)) — тульский дворянин, тайный советник. Знаток псовой охоты и охотничьих собак, создатель и бессменный управляющий Першинской великокняжеской охоты (ловчий), автор книги и статей об охоте.

## Биография
Родился в Каширском уезде Тульской губернии, сын потомственного тульского дворянина, отставного штабс-капитана Павла Григорьевича Вальцова. Окончил Московский университет со степенью кандидата. Служил канцелярским чиновником в Тульском дворянском депутатском собрании, в 1873 году получил чин коллежского асессора. С конца 1875 служил при Московской служебной палате. С 1876, уже в чине титулярного советника, и в 1880-х занимал должности гласного уездного земского собрания, непременного члена по крестьянским делам присутствия, избирался мировым судьёй и почётным мировым судьёй уездного судебно-административного съезда и в 1891 году дослужился до кандидата к земским начальникам. С 1886 года — надворный советник, с 1890 — коллежский советник.
Вальцов пользовался известностью как заводчик русских псовых борзых и создатель — совместно с С. В. Озеровым и Н. П. Ермоловым (1833—1889) — широко известного среди охотников того времени типа псовых борзых. Выйдя в отставку, в 1891—1894 годах был редактором журнала «Охота. Всеобщее охотничье обозрение», который издавало Общество поощрения полевых достоинств охотничьих собак и всех видов охоты в Санкт-Петербурге, публиковал статьи, очерки и рассказы в ведущих охотничьих изданиях, включая «Природу и охоту» Л. П. Сабанеева. 
Как признанного специалиста по разведению борзых, при этом обладающего большим административным опытом, великий князь Николай Николаевич, двоюродный дядя императора Николая II, пригласил Вальцова управлять великокняжеской охотой в селе Першине Алексинского уезда. Отставной чиновник Вальцов вновь поступил на государственную службу и 3 марта 1895 года назначен на должность управляющего делами Николая Николаевича, с 1907 года повышен до должности состоящего при великом князе. Выслуга лет сопровождалась присвоением очередных чинов и по табели о рангах: в конце 1895 — статский советник, в 1901 — действительный статский советник, в 1913 — тайный советник.
В Першинской охоте Вальцов собрал лучших борзых и со знанием дела занимался их разведением. По масштабу, уровню племенной работы, содержанию собак, устройству псарного двора охота в Першине стала вершиной российского собаководства, а книга об устройстве Першинской охоты, написанная Д. П. Вальцовым, сохранила сведения о ней для потомков.
Управление охотой требовало, чтобы Вальцов подолгу жил в имении Николая Николаевича в Першине, в его же особняке на Итальянской улице № 11 он жил и находясь в Санкт-Петербурге. Около 1900 года купил квартиру на 9-й линии Васильевского острова.
Вальцов был женат на дочери поручика Варваре Владимировне Стрекаловой, имел от неё дочь Марию (род. 16 октября 1875) и сына Дмитрия (род. 8 августа 1877). Этот брак был расторгнут указом Святейшего Синода 22 декабря 1911 года. В квартире на Васильевском острове Вальцов жил с гражданской женой Еленой Александровной Жемчужниковой, которая родила от него двух сыновей — Михаила и Евгения. Второй раз женился 25 января 1912 года на домашней учительнице Александре Романовне (Регинальдовне) фон Визнер, их сын Александр родился 21 апреля 1913 года.
Был председателем правления Северо-Восточного Сибирского общества, занимавшегося разработкой полезных ископаемых на Чукотке, и членом правления Русского товарищества тигельных заводов.
После Октябрьской революции Вальцов эмигрировал во Францию, где выступал судьей на выставках и состязаниях борзых собак. Год и место смерти и место захоронения Д. П. Вальцова неизвестны.

## Книга о Першинской охоте

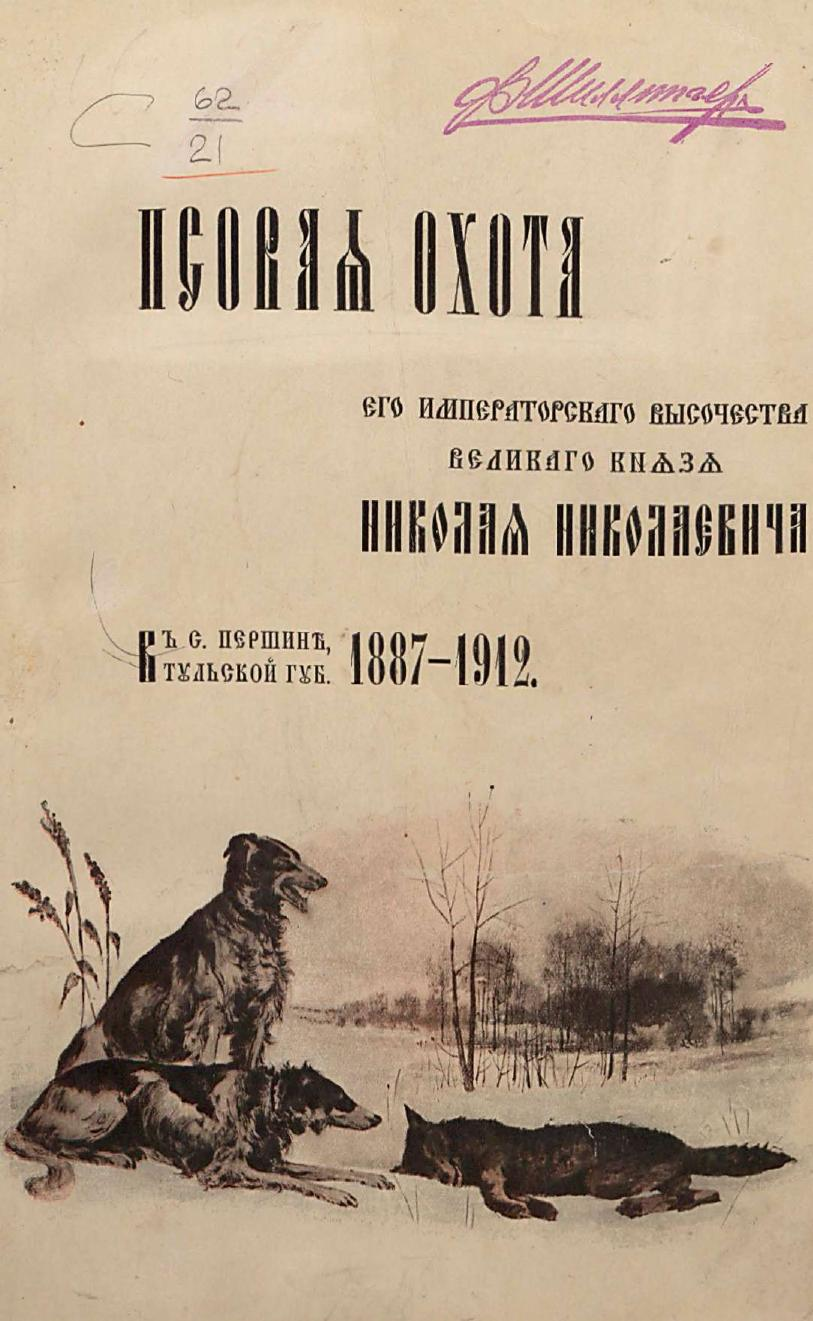

С благословения великого князя Вальцов написал книгу о Першинской охоте под заголовком «Псовая охота Его Императорского Высочества Великого князя Николая Николаевича в с. Першине, Тульской губернии 1887—1912 гг.». Книга вышла в свет в петербургской типографии П. О. Яблонского в 1913 году тиражом 1000 экземпляров. Текст предваряется посвящением, «с соизволения великого князя», всем русским псовым охотникам.
«Першинская охота…» представляет собой классический труд, дающий представление о последних комплектных псовых охотах в России. В книге подробно описаны обустройство псарни в Першине, организация содержания собак, численность и обязанности персонала охоты и псарни, установленные владельцем — князем Романовым — правила выезда на охоту и самой охоты. Подробно описаны несколько «полей» (охотничьих дней и сезонов), в которых участвовали высокопоставленные гости, столь же страстные охотники, как и сам Николай Николаевич. Целая глава книги посвящена истории першинских собак — борзых и гончих. В книгу включены около 100 фотографий — вместе с описаниями, они дали возможность реконструировать охотничью усадьбу в Першине, уничтоженную в революционные и ранние советские годы.
Книга переиздана через 90 лет после первого выхода в свет, в 1993 году, и часто цитируется в охотничьей литературе.

## Награды
Источник:
- Ордена Святого Станислава I и II степени;
- ордена Святого Владимира III и IV степени;
- орден Святой Анны II степени;
- орден Благородной Бухары I степени;
- орден Князя Даниила I II степени;
- медаль «В память коронации императора Александра III»;
- медаль «В память коронации Императора Николая II».